# Пам'ятник героям Варшави
Пам'ятник Героям Варшави — величний монумент, встановлений в м. Варшава, столиці Польщі в Середмісті, на вул. Новий Проїзд поруч з тунелем траси W-Z.

## Історія
У липні 1956 року влада Варшави вирішила спорудити пам'ятник героям польської столиці — борцям з німецькими окупантами під час Другої світової війни 1939—1945 рр. Був оголошений конкурс на кращий проект монумента, який викликав дискусії і суперечки у громадськості і фахівців. Згодом проводилося кілька таких конкурсів.
Переможцем конкурсу став пам'ятник, автором якого був скульптор Мар'ян Конечний, відомий польський скульптор, ректор Краківської академії мистецтв.
Пам'ятник був відлитий Глівіцьким заводом технічного обладнання, встановлений 20 липня 1964 року і урочисто відкритий 22 липня 1964 року в центрі Варшави, на Театральній площі перед Великим театром.
У листопаді 1995 року пам'ятник був знятий з постаменту і переміщений. У грудні 1997 статуя була встановлена на новому постаменті в сквері біля траси W-Z на схилі. Нове розміщення дозволяє добре бачити пам'ятник здалеку.

## Опис

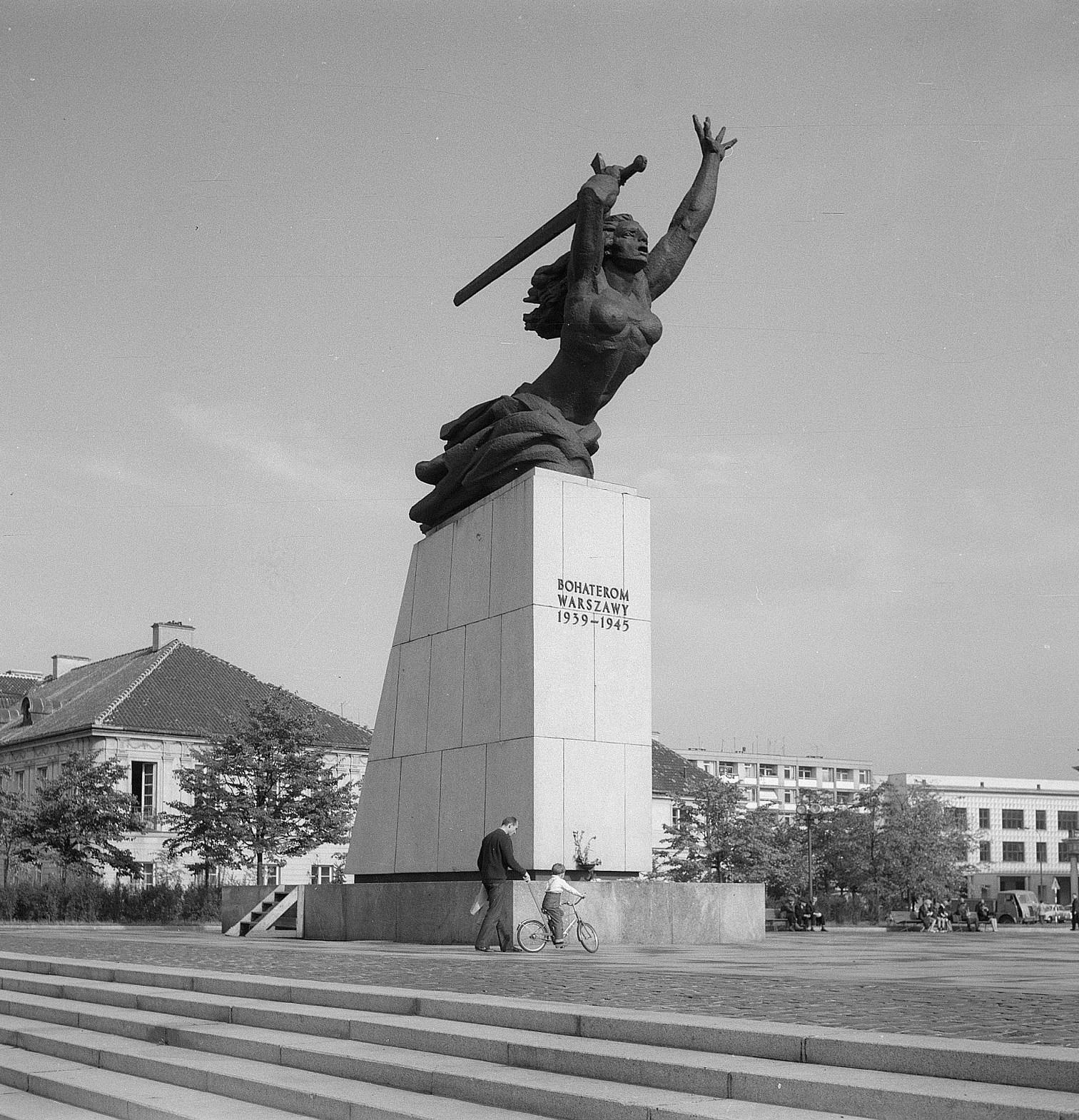
Пам'ятник Героям Варшави до перенесення на нове місце

Пам'ятник являє собою символ міста — Варшавську сирену — Ніку, направлену в бій з мечем у правій і піднятою в заклику лівій руці. Моделлю для пам'ятника стала Ганя Тарчинська.
Пам'ятник складається з 56 частин і важить 10 тонн. Статуя виконана з патинної бронзи встановлена на залізобетонному постаменті і разом з цоколем має висоту 14 м. На постаменті напис польською мовою: «Героям Варшави. 1939—1945».